# Lolo Zouaï
Laureen Rebeha Zouaï (5 maart 1995), beter bekend als Lolo Zouaï is een Amerikaans-Frans-Algerijnse popzangeres. Lolo heeft een Franse moeder, en Algerijnse vader. Toen ze drie maanden oud was, verhuisde ze met hen naar San Francisco. In 2019 bracht ze haar debuutalbum High Highs To Low Lows uit. In het voorjaar van 2022 is Lolo het voorprogramma van Dua Lipa, tijdens de Future Nostalgia Tour.

## Discografie

### Albums
- High High to Low Lows (2019)

### Ep's
- Ocean Beach (2019)

### Singles
- Desert Rose (2020)
- Money Diamonds Roses (2019)
- Ride (2019)
- Challenge (2018)
- For the Crowd (2018)
- Desert Rose (2018)
- Brooklyn Love (2018)
- Blue (2018)
- High Highs to Low Lows (2017)
- IDR (2016)
- So Real (2016)